# Nortoncultuur
De Nortoncultuur is een archeologische cultuur die zich rond 1600 voor Christus tot ongeveer 800 na Christus ontwikkelde langs de kust van Alaska. De Norton-mensen gebruikten stenen afslaggereedschap zoals hun voorgangers, de Arctische kleine werktuigtraditie, maar waren meer op de zee gericht en brachten nieuwe technologieën zoals olielampen en aardewerk.
De Norton-mensen gebruikten zowel zee- als landhulpbronnen. Ze jaagden op kariboes en kleinere zoogdieren, maar ook op zalm en grotere zeezoogdieren. Hun nederzettingen werden redelijk permanent bewoond, zoals blijkt uit de aanwezigheid van substantiële woningen. Tijdens de zomermaanden werden mogelijk kleine kampementen gebruikt als tijdelijke jacht- en vislocaties, maar de thuisbasis werd behouden en aan het einde van het jachtseizoen keerde men terug. Rond 700 voor Christus ontwikkelden de inwoners van St. Lawrence en andere Beringstraat-eilanden de Punuk- en Birnirk-culturen, waaruit een meer gespecialiseerde, volledig op de zee gebaseerde cultuur ontstond, de Thulecultuur.

## Stadia
De Nortoncultuur wordt verdeeld in drie fases:
- De  Choris-fase (ca. 1600 v.Chr. - 500 n.Chr.)  wordt gevonden in kustnederzettingen, voornamelijk in het noordwesten van Alaska, en bevat met vezels verschraald aardewerk met lineaire stempeldecoraties. Er is veel lokale variatie in deze fase, wat kan duiden op relatieve isolatie van de gemeenschappen. De Choris-mensen bouwden grote ovale huizen, jaagden op kariboes en zeezoogdieren en gebruikten aardewerk in Siberische stijl. Ze hebben zich mogelijk uitgebreid tot de monding van de Mackenzie en Bankseiland.
- De  Norton-fase (500 v.Chr. - 800 n.Chr.) onderscheidt zich door de jacht op kariboes en visserij. Er werd meer verfijnd aardewerk ontwikkeld met stempels in Choris-stijl, maar ook met ivoren spatels aangebrachte stempels. Nieuwe technologie omvatte stenen lampen, steenbewerking, asymmetrische messen en gepolijste stenen projectielpunten van leisteen.
- De Ipiutak-fase (1 - 800 n.Chr.), was een meer artistiek ontwikkelde vorm van de Nortoncultuur. Hun technologie was minder geavanceerd (geen aardewerk, olielampen of leisteenartefacten), maar ze vervaardigden fijnzinnig versierde harpoenpunten. Hun kunsttraditie bestond voornamelijk uit ivoren gravures van dier- en mensfiguren. Ze richtten zich meer op de jacht op zee dan de eerste twee fasen en hun nederzettingen waren meer permanent.